# Bungur (Karangrejo)
Bungur is een bestuurslaag in het regentschap Tulungagung van de provincie Oost-Java, Indonesië. Bungur telt 6114 inwoners (volkstelling 2010).